# Вилья-Гарсия (муниципалитет)
Вилья-Гарсия (исп. Villa García) — населённый пункт и муниципалитет в Мексике, входит в штат Сакатекас. Население 16 540 человек.

## История
Город основан в 1861 году .